# Haiti i olympiska vinterspelen 2022
Haiti deltog i de olympiska vinterspelen 2022 som ägde rum i Peking i Kina mellan den 4 och 20 februari 2022. Det var landets debut i olympiska vinterspelen.
Haitis lag bestod av en manlig alpin skidåkare. Richardson Viano var landets fanbärare vid öppnings- och avslutningsceremonin.

## Alpin skidåkning
Haiti kvalificerade en manlig alpin skidåkare till OS, Richardson Viano. Viano adopterades av sina föräldrar som var från Franska Alperna vid tre års ålder. Viano tävlade i herrarnas storslalom, men lyckades inte fullfölja tävlingen.
| Idrottare        | Gren                 | Åk 1    | Åk 1      | Åk 2             | Åk 2             | Totalt           | Totalt           |
| Idrottare        | Gren                 | Tid     | Placering | Tid              | Placering        | Tid              | Placering        |
| ---------------- | -------------------- | ------- | --------- | ---------------- | ---------------- | ---------------- | ---------------- |
| Richardson Viano | Herrarnas storslalom | DNF     | DNF       | Gick inte vidare | Gick inte vidare | Gick inte vidare | Gick inte vidare |
| Richardson Viano | Herrarnas slalom     | 1.02,25 | 42        | 57,74            | 33               | 1.59,99          | 34               |